# Home Alone 2: Lost in New York
Home Alone 2: Lost in New York (titulada Solo en casa 2: perdido en Nueva York en España y Mi pobre angelito 2: perdido en Nueva York en Hispanoamérica) es una película cómica estadounidense de 1992, secuela de la película de 1990 Home Alone. Al igual que su predecesora, fue dirigida por Chris Columbus, escrita y producida por John Hughes y protagonizada por Macaulay Culkin, Joe Pesci, Daniel Stern, Catherine O'Hara y John Heard, que repiten sus papeles de la primera película, mientras que Tim Curry y Brenda Fricker interpretan a nuevos personajes. La película presenta al pequeño Kevin McCallister, que debe enfrentarse de nuevo a los ladrones que intentaron asaltar su casa después de separarse accidentalmente de su familia durante las vacaciones navideñas.
El rodaje tuvo lugar entre diciembre de 1991 y mayo de 1992 en Winnetka, Evanston, Chicago y en diversos lugares de Nueva York, como el Rockefeller Center, Central Park y el World Trade Center. Tras su estreno, recaudó 173 millones de dólares en Estados Unidos y 358 millones en todo el mundo frente a un presupuesto de 28 millones. Aunque no alcanzó a su predecesora, que logró recaudar 476 millones, fue la tercera película con mayor recaudación de 1992, solo por detrás de Aladdín y El guardaespaldas.
Tuvo cuatro secuelas, Home Alone 3 (1997), Home Alone 4 (2002), Home Alone: The Holiday Heist (2012) y Home Sweet Home Alone (2021).

## Sinopsis

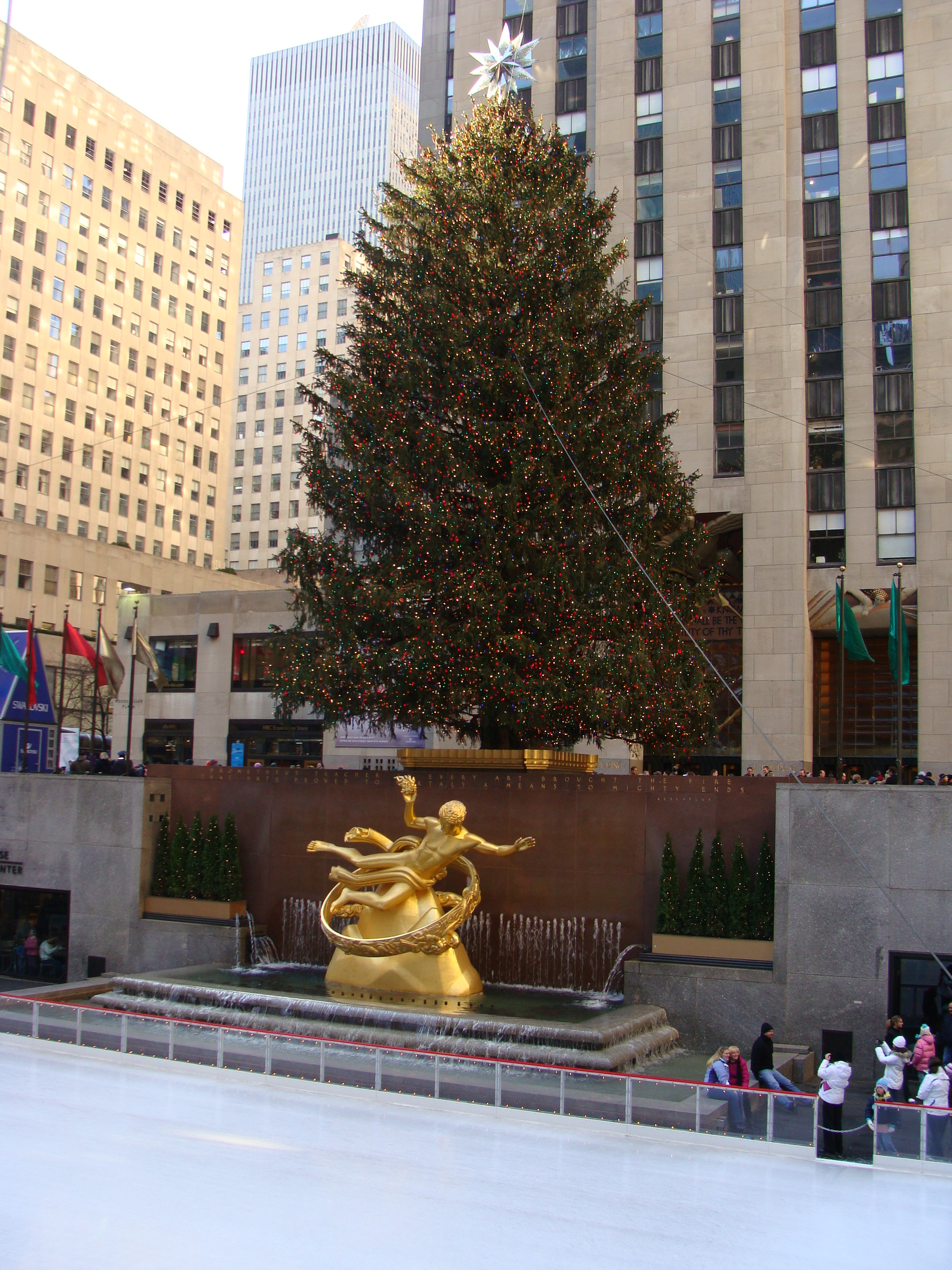
El árbol de Navidad del Rockefeller Center, lugar donde Kevin y su madre se reencuentran.

Un año después de lo sucedido en la primera película, la familia McCallister se prepara para pasar las vacaciones de Navidad en Miami, y se reúne en la casa de Peter y Kate en Chicago. El hijo menor de Peter y Kate, Kevin, cree que Florida no es un lugar apropiado para pasar la Navidad, ya que allí no hay árboles de Navidad. Esa noche, todos asisten a un festival navideño en la escuela de sus hijos, donde Kevin es ridiculizado por su hermano mayor Buzz en medio de su número de canto frente a todo el público. Al darse cuenta, Kevin intenta vengarse y acaba causando un desastre en el escenario. De vuelta en casa, Kevin, al ver que todos se ponen en su contra después de oír las disculpas hipócritas de Buzz y le defienden a pesar de haber visto lo que hizo, se enfada con su familia y desea poder irse de vacaciones solo y lejos de ellos. A la mañana siguiente, debido a que Peter desenchufó sin darse cuenta el despertador, todos se han vuelto a quedar dormidos y deben ir corriendo al aeropuerto para lograr coger su vuelo a tiempo, al igual que el año anterior. 
En el Aeropuerto Internacional O'Hare, Kevin se detiene para cambiar las pilas de su grabadora por otras nuevas que Peter tiene en su bolsa. Al hacerlo, Kevin pierde de vista a su familia y se embarca en un vuelo equivocado con destino a Nueva York, al seguir a un hombre que va vestido igual su padre y confundirlo con él. Al llegar a Nueva York, Kevin se dedica a visitar diversos lugares de la ciudad, y se asusta al ver a una mujer vagabunda que cuida de las palomas en Central Park. A continuación, Kevin va al Hotel Plaza y utiliza la tarjeta de crédito de su padre (ya que se quedó accidentalmente con su bolsa durante la confusión en el aeropuerto) para alojarse allí. Mientras tanto, Harry y Marv, los dos ladrones que intentaron asaltar la casa de Kevin el año anterior, llegan también a Nueva York tras haber escapado de prisión, e inmediatamente empiezan a planear otro robo para conseguir dinero y huir del país.
Después el conserje Héctor (Tim Curry) entra sigilosamente en la habitación donde se alojo Kevin, al tocar la puerta quien dice que es limpieza y Kevin se las arregla para no ser descubierto, infla un payaso inflable que su mamá le regaló y así creer que hay un hombre duchándose, que en realidad es un inflable con la grabación del tío Frank cantando en la ducha, donde Kevin lo grabó cantando mientras se estuvo duchando y mientras voltea el inflable al conserje y así con la grabación, lo amenaza en acabar con él por haberlo visto duchándose y el conserje huye aterrorizado de la habitación.
El día de Nochebuena, Kevin visita una gran juguetería donde conoce a su dueño, el filántropo señor Duncan. Mientras el conserje usa su terminal bancaria para hacer creer que Kevin pagó con la tarjeta de crédito robada. Kevin se entera de que todas las ganancias de la tienda durante la Navidad serán donadas a un hospital infantil, y hace una donación. En agradecimiento, el señor Duncan le regala dos pequeñas tórtolas de cerámica, indicándole que debe quedarse con una y darle la otra a otra persona, como signo de eterna amistad entre ellos. Tras ser sorprendido por Harry y Marv en el exterior de la tienda, Kevin vuelve corriendo al Plaza, donde el conserje también intenta atraparle al haber descubierto que se ha alojado allí solo y ha utilizado una tarjeta de crédito robada. Después, Kevin entra a su habitación agarrando algunas provisiones y quedando acorralado por el personal del hotel, Kevin reproduce una película que anteriormente estuvo viendo una película prohibida y así creer que hay un hombre en la habitación y después les suplica que se disculpen con él y sin ninguna opción el personal se disculpan con el hombre y al contar tres, salen todos horrorizados de la habitación, creyendo que está armado y así Kevin logra escapar del personal del hotel pero vuelve a ser atrapado por Harry y Marv, que hablan de su plan de matarle y robar la recaudación de la juguetería a medianoche, al detenerse en una zona peatonal, Kevin sin ninguna opción toquetea a una mujer para poder escapar, pero la mujer termina reconociendo a Marv por haberle tocado su bolso y termina golpeándolo, incluyendo a Harry, quien pensó que fue quien le ayudó a manosearla. Sin embargo, Kevin escapa a través de Central Park.
Al aterrizar en el Aeropuerto Internacional de Miami, el resto de la familia descubre que Kevin no está allí. Tras recibir un aviso de que la tarjeta de Peter ha sido utilizada en Nueva York, toman un vuelo hacia allí. Mientras tanto, Kevin va a la casa de su tío Rob, pero está vacía y en proceso de reforma mientras Rob y su familia están en París. Al no poder volver al hotel, Kevin camina por Central Park y se encuentra de nuevo con la mujer de las palomas. Los dos se hacen amigos y ella le lleva a su refugio, sobre el auditorio del Carnegie Hall. Allí ella le cuenta cómo su vida quedó destrozada cuando el hombre que amaba la abandonó, y desde entonces ha vivido sola y sin amigos, sin volver a confiar en nadie por miedo a que volvieran a hacerle daño. Kevin le aconseja que vuelva a confiar en los demás y le promete ser su amigo. Siguiendo el consejo de la mujer de que si hace una buena acción puede compensar sus malas acciones, Kevin decide evitar que Harry y Marv roban el dinero de la juguetería.
Kevin vuelve a la casa de su tío e instala en ella una serie de trampas. Después va a la juguetería mientras Harry y Marv están robando el dinero, les hace una fotografía y rompe un cristal de la tienda para activar la alarma. A continuación los atrae hasta la casa de su tío, donde caen en todas las trampas y sufren varias heridas y lesiones. Mientras ellos le persiguen, Kevin llama a la policía y lleva a los ladrones hasta Central Park, donde le capturan. Cuando van a dispararle, la mujer de las palomas aparece y rescata a Kevin arrojando un cubo de comida para pájaros sobre los dos bandidos, haciendo que sean atacados por una bandada de palomas. Kevin enciende unos fuegos artificiales para que acuda la policía, que arresta a Harry y Marv tras encontrar las pruebas obtenidas por Kevin contra ellos. En la juguetería, el señor Duncan encuentra una nota de Kevin explicando el robo y por qué tuvo que romper la ventana. Mientras tanto, Kate, al recordar lo mucho que le gustan a Kevin los árboles de Navidad, le encuentra junto al gran árbol de Rockefeller Center y ambos se reconcilian.
A la mañana siguiente, el señor Duncan envía un camión lleno de regalos de Navidad a la habitación de la familia McCallister en el hotel, como agradecimiento a Kevin por haber evitado el robo. Kevin se reconcilia con el resto de su familia y va a Central Park para darle a la mujer de las palomas la otra tórtola, consolidando así la amistad entre ambos, por último el conserje del Hotel les lleva la cuenta a la familia, Buzz la recibe y se la muestra a su papá diciéndole sarcásticamente feliz Navidad y el papá le grita a Kevin desde lejos debido a que gastó 967 dólares en el servicio de habitación.

## Reparto
- Macaulay Culkin – Kevin McCallister
- Joe Pesci – Harry Lyme
- Daniel Stern – Marvin "Marv" Merchants
- Catherine O'Hara – Kate McCallister, madre de Kevin
- John Heard  – Peter McCallister, padre de Kevin
- Brenda Fricker – Mujer de las palomas
- Eddie Bracken  – Sr. Duncan, dueño de la juguetería
- Devin Ratray – Buzz McCallister, hermano de Kevin
- Hillary Wolf – Megan McCallister, hermana de Kevin
- Maureen Elisabeth Shay – Linnie McCallister, hermana de Kevin (interpretada por Angela Goethals en la primera película)
- Michael C. Maronna – Jeff McCallister, hermano de Kevin
- Gerry Bamman – Frank McCallister, hermano de Peter y tío de Kevin
- Terrie Snell – Leslie McCallister, esposa de Frank y tía de Kevin
- Jedidiah Cohen – Rod McCallister, primo de Kevin
- Senta Moses – Tracy McCallister, prima de Kevin
- Daiana Campeanu – Sondra McCallister, prima de Kevin
- Kieran Culkin – Fuller McCallister, primo de Kevin
- Anna Slotky – Brooke McCallister, prima de Kevin
- Tim Curry – Sr. Hector, conserje del hotel
- Rob Schneider – Cedric (Cecilio en Hispanoamérica), botones del hotel
- Dana Ivey – Srta. Stone, recepcionista del hotel
- Fred Krause  – Cliff, guardia de seguridad del hotel
- James Cole  – Guardia de seguridad del hotel
- Ralph Foody – Gánster Johnny en película
- Clare Hoak – Novia de Johnny
- Ally Sheedy – Azafata en el Aeropuerto LaGuardia
- Rod Sell – Oficial Bennett
- Donald Trump – Hombre que guía a Kevin en el hotel (cameo)[6][7]
- Chris Columbus – Hombre en la juguetería (cameo)
- Eleanor Columbus – Niña en la juguetería (cameo)
- Leigh Zimmerman – Mujer transeúnte
- Michael Goldfinger – Conductor de la limusina
- Ron Canada – Policía en Times Square
- Rick Shafer – Hombre con el que Kevin confunde a Peter en el aeropuerto

#### Doblaje Latinoamericano
El doblaje para Hispanoamérica se efectuó en México. Este fue grabado supuestamente a fines de octubre de 1992 basada en la versión para los cines, pero debido al buen recibimiento del doblaje pasó a ser el doblaje oficial para la película. El doblaje contó con las actuaciones de Cristina Henández como Kevin, Victor Delgado como Peter, Martha Cecéña como Kate, Moises Palacios como Harry y Jorge Ornelas como Marvin, fue grabado en el estudio Servicios de Television Mexicana.

## Recepción

### Taquilla
La película recaudó en la primera semana 31.126.882 de dólares, la recaudación doméstica fue de 173.585.516 de dólares. La recaudación extranjera fue de 185.409.334 de dólares. Y mundialmente recaudó un total de 358.991.668 de dólares.

### Crítica
Rotten Tomatoes le otorga a la película una aprobación de 33% sobre la base de 54 reseñas, con un promedio de 4/10. El consenso crítico dice: "Un cambio de lugar - y más sentimentalismo y violencia - no pueden oscurecer el hecho de que Home Alone 2: Lost in New York es un fascímil menos inspirado de su predecesora".

## Fechas de estreno mundial
| Fechas de estreno (Fuente: IMDb)                                                                                   |                                                              |                   |                          |
| País | Fecha de estreno                                             | País              | Fecha de estreno         |
| Estados Unidos | 15 de noviembre de 1992 (preestreno) 20 de noviembre de 1992 | Malasia Singapur  | 14 de enero de 1993      |
| España · Sudáfrica                                                                                                 | 4 de diciembre de 1992                                       | Turquía           | 15 de enero de 1993      |
| Indonesia | 8 de diciembre de 1992                                       | Egipto            | 18 de enero de 1993      |
| Alemania · Australia · Noruega                                                                                     | 10 de diciembre de 1992                                      | Israel            | 19 de marzo de 1993      |
| Finlandia · Grecia · Irlanda · Nueva Zelanda · Reino Unido                                                         | 11 de diciembre de 1992                                      | Tailandia         | 20 de marzo de 1993      |
| Bélgica · Francia · Venezuela                                                                                      | 16 de diciembre de 1992                                      | India             | 7 de mayo de 1993        |
| Checoslovaquia · Hong Kong · Países Bajos · Puerto Rico                                                            | 17 de diciembre de 1992                                      | Letonia           | 24 de septiembre de 1993 |
| Brasil · Corea del Sur · Hungría · Italia · México · Portugal                                                      | 18 de diciembre de 1992                                      | Eslovenia         | 16 de diciembre de 1993  |
| Japón | 19 de diciembre de 1992                                      | Estonia · Rumania | 17 de diciembre de 1993  |
| Jamaica | 23 de diciembre de 1992                                      | Bulgaria          | 24 de diciembre de 1993  |
| Taiwán | 24 de diciembre de 1992                                      | Croacia           | 31 de marzo de 1994      |
| Argentina · Bolivia · Chile · Perú · Colombia · Dinamarca · Ecuador · Líbano · Panamá · Polonia · Suecia · Uruguay | 25 de diciembre de 1992                                      | Lituania          | 6 de mayo de 1994        |
| Filipinas | 4 de enero de 1993                                           | Rusia · Ucrania   | 23 de diciembre de 1994  |

## Localizaciones
En la película aparecen diversos lugares conocidos de Nueva York:

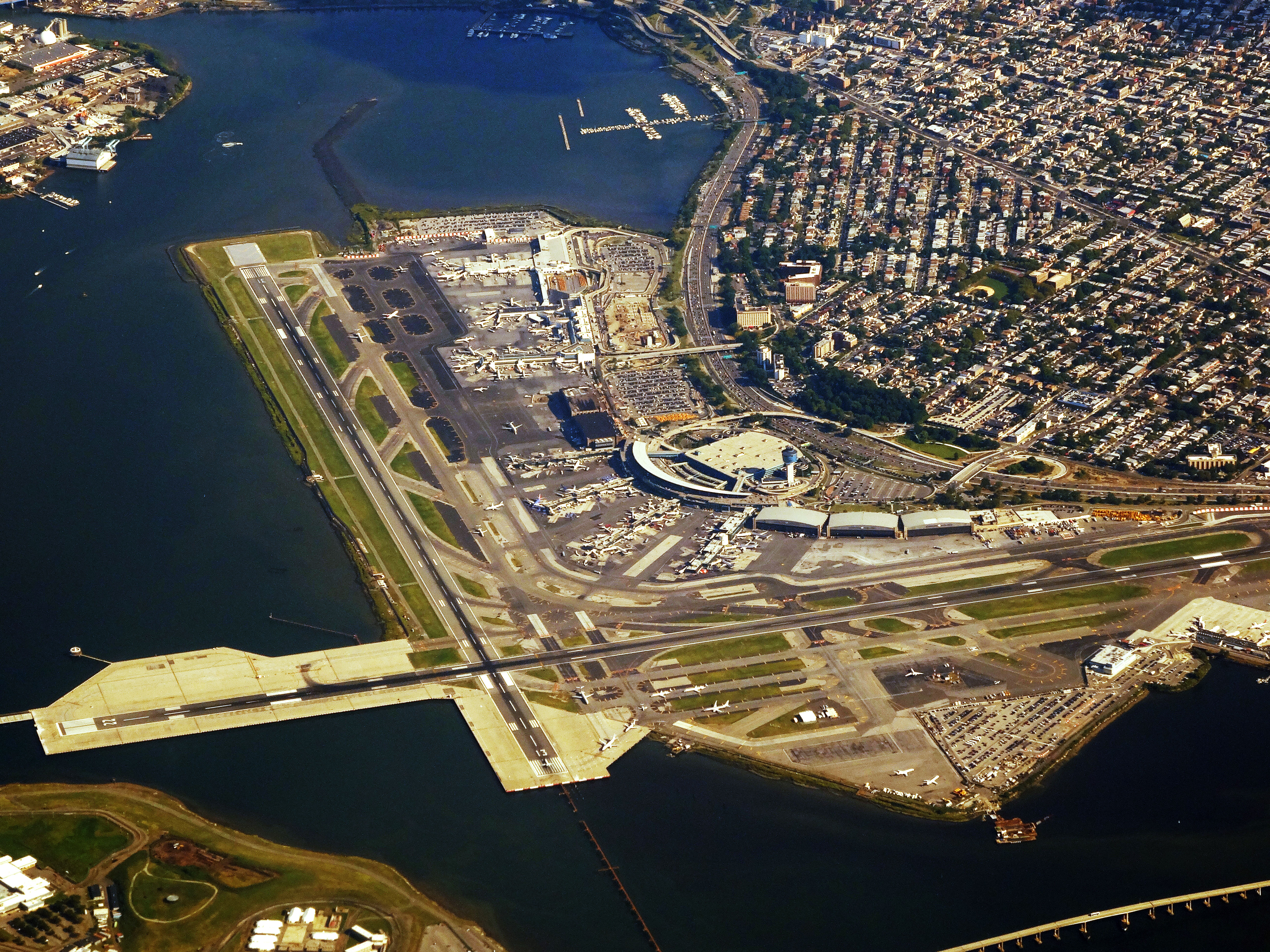
Aeropuerto LaGuardia
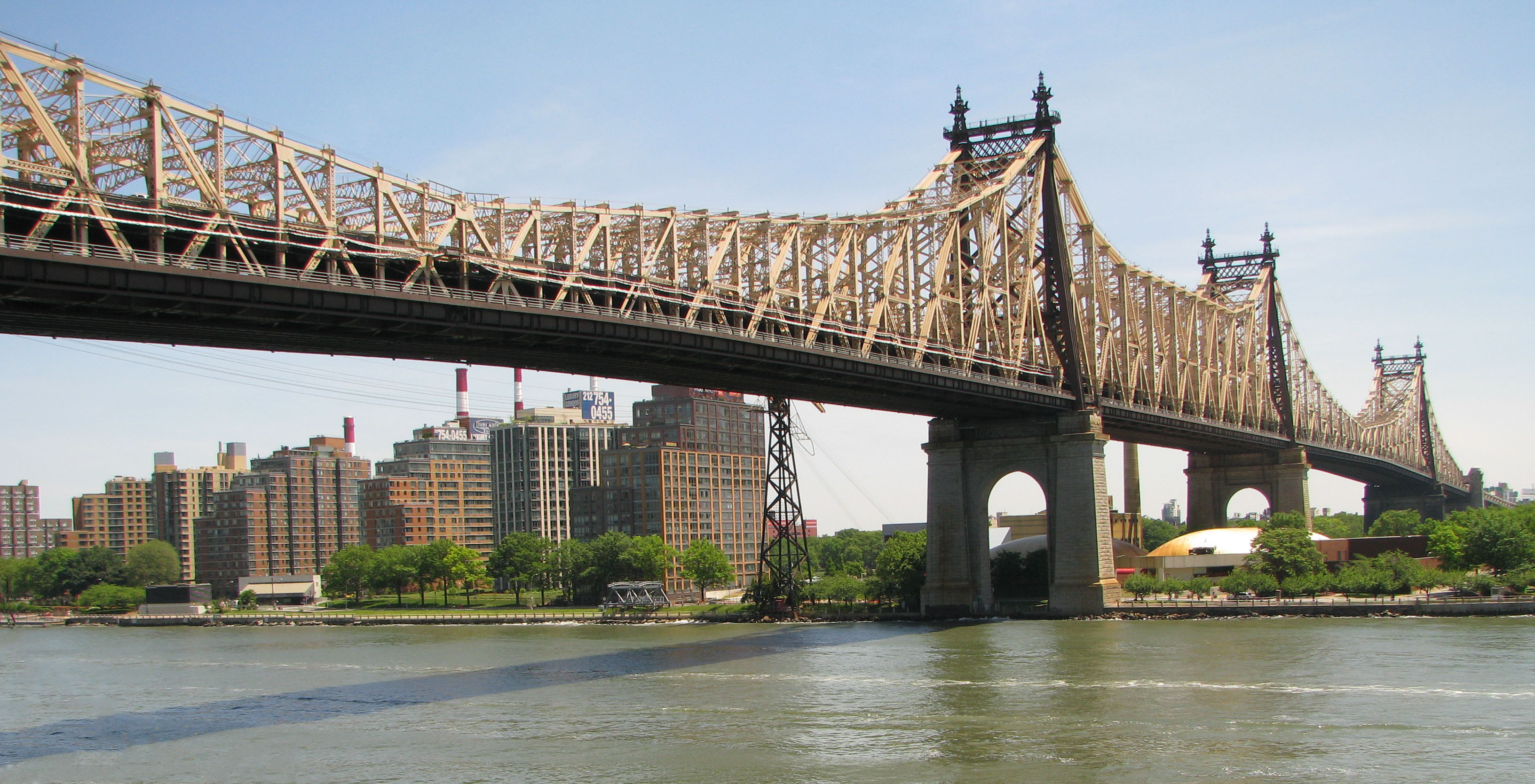
Puente de Queensboro
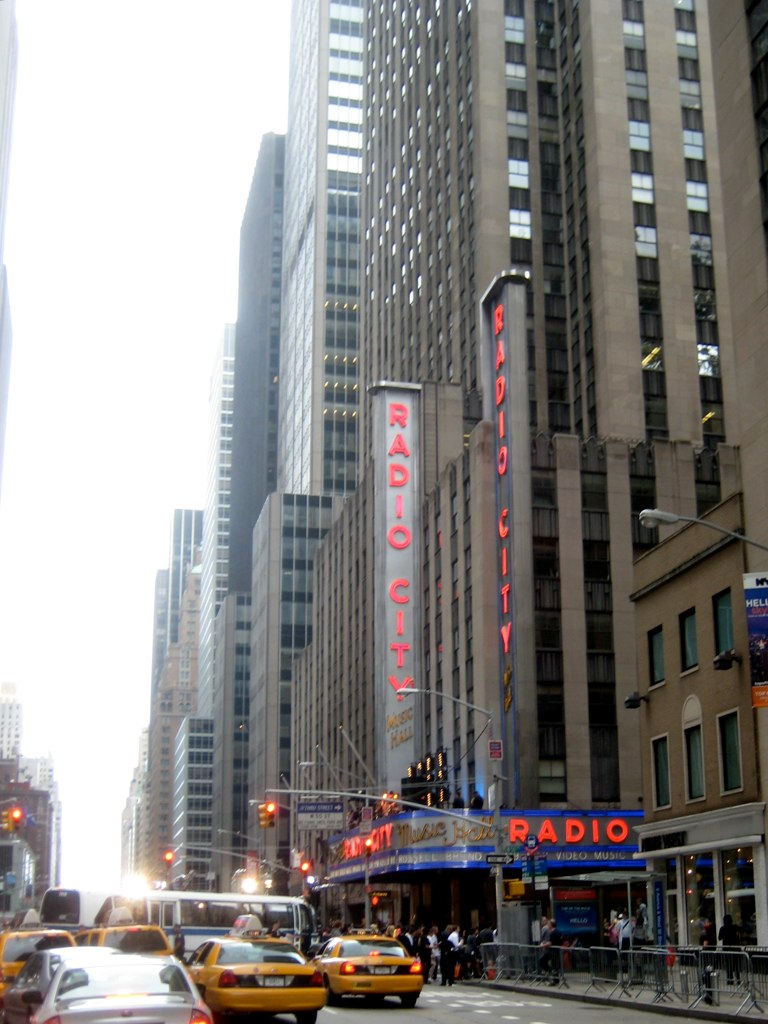
Radio City Music Hall
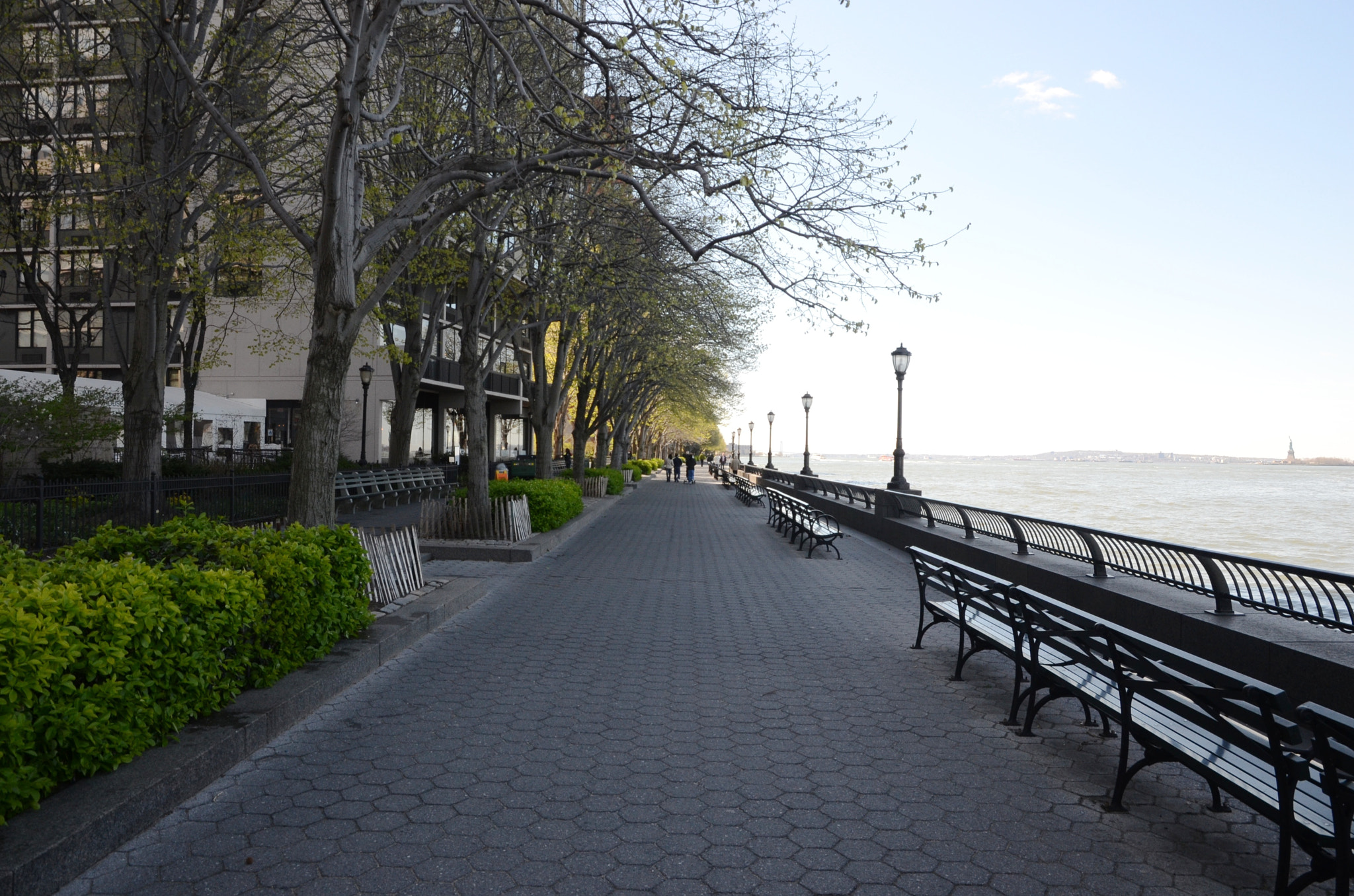
Battery Park
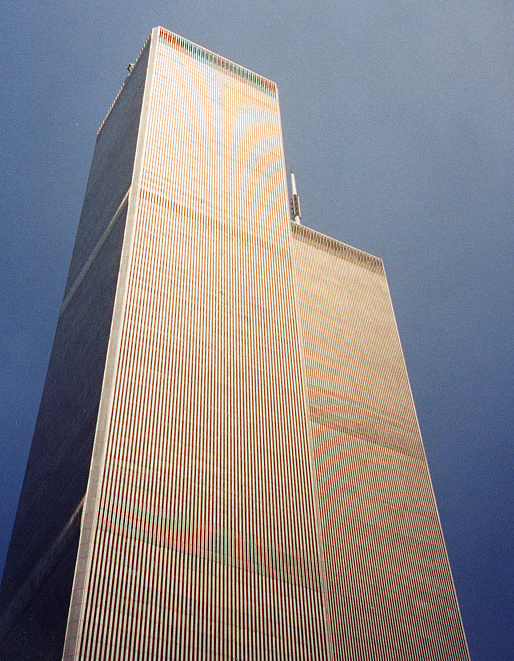
World Trade Center
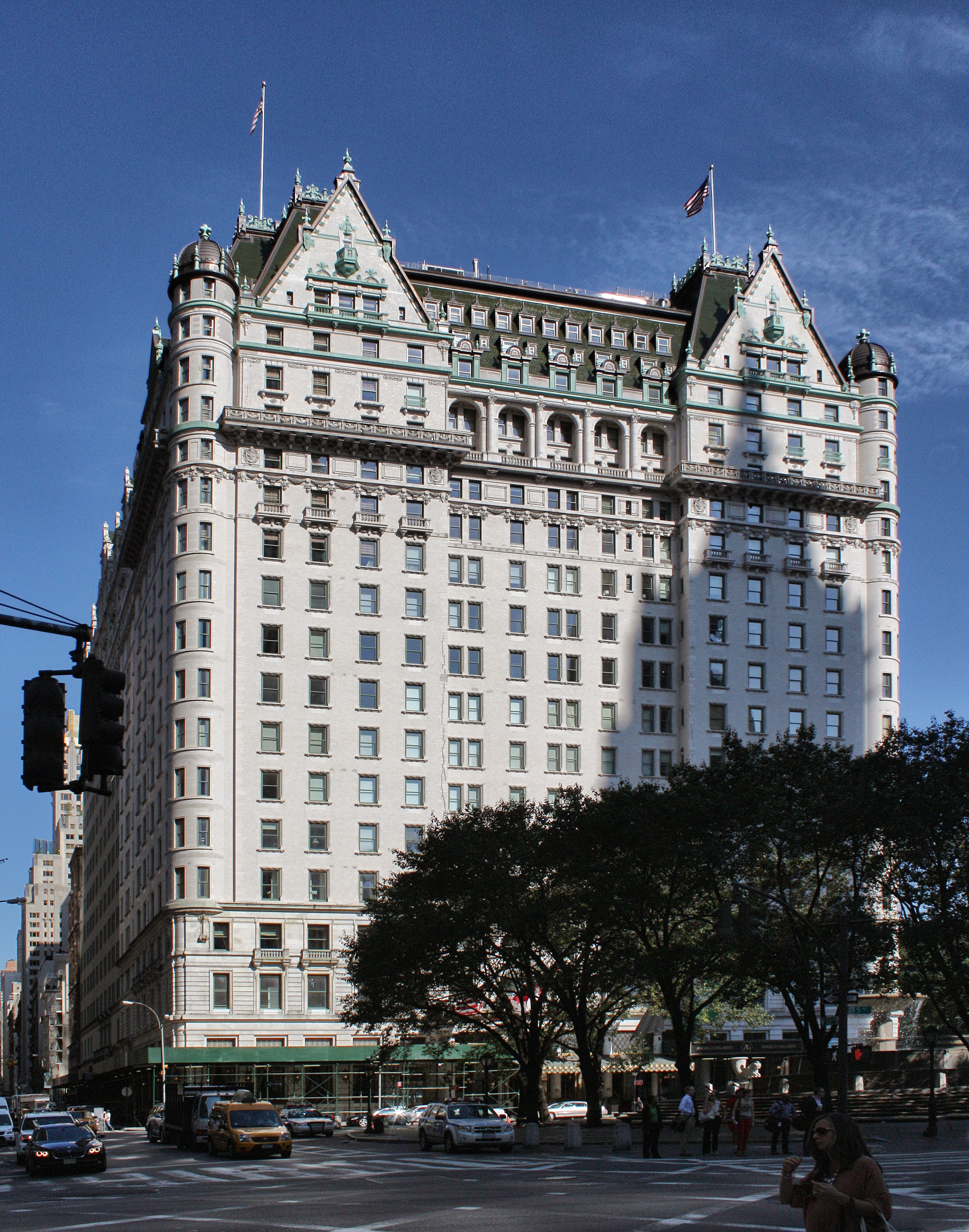
Hotel Plaza
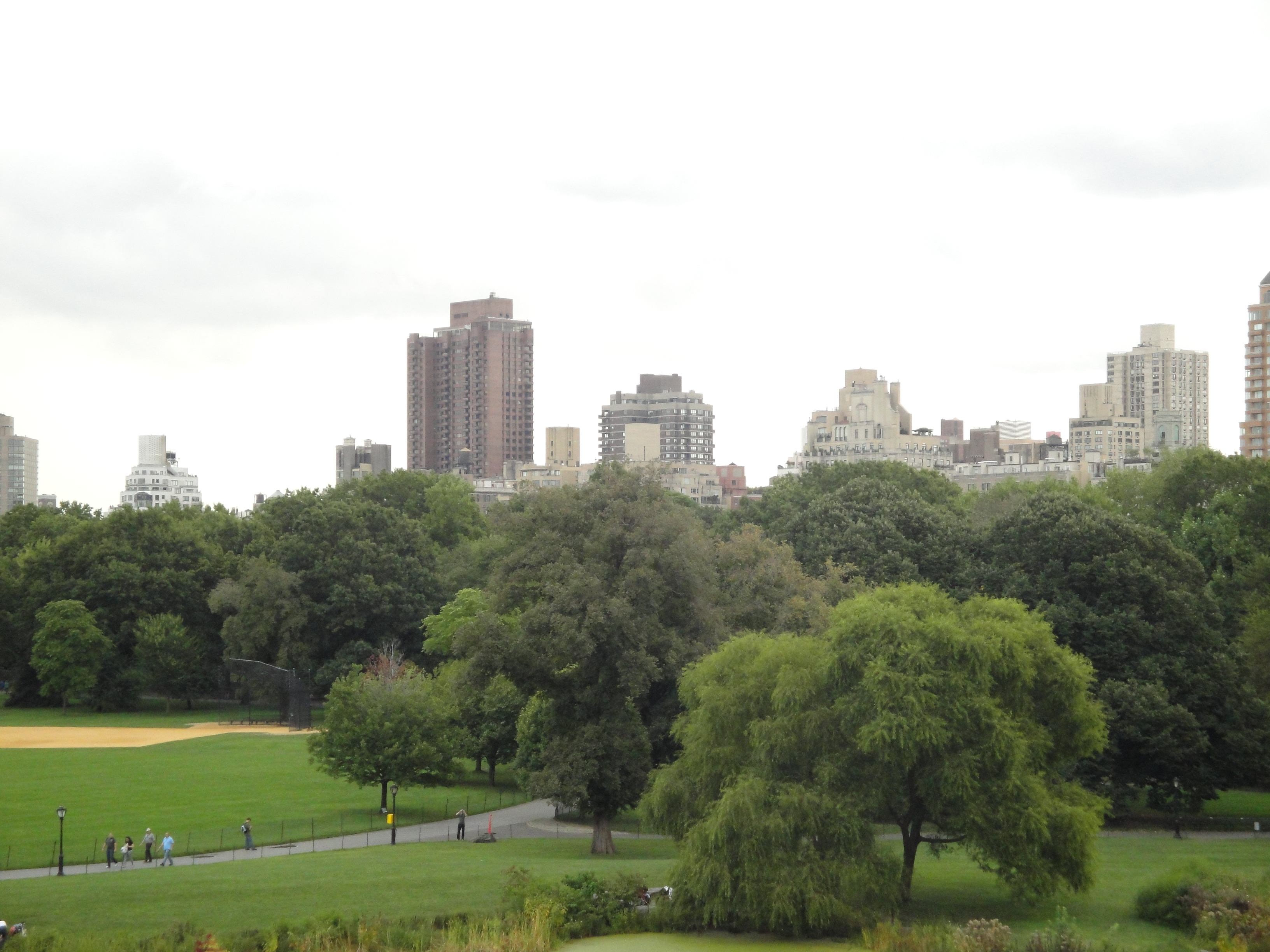
Central Park
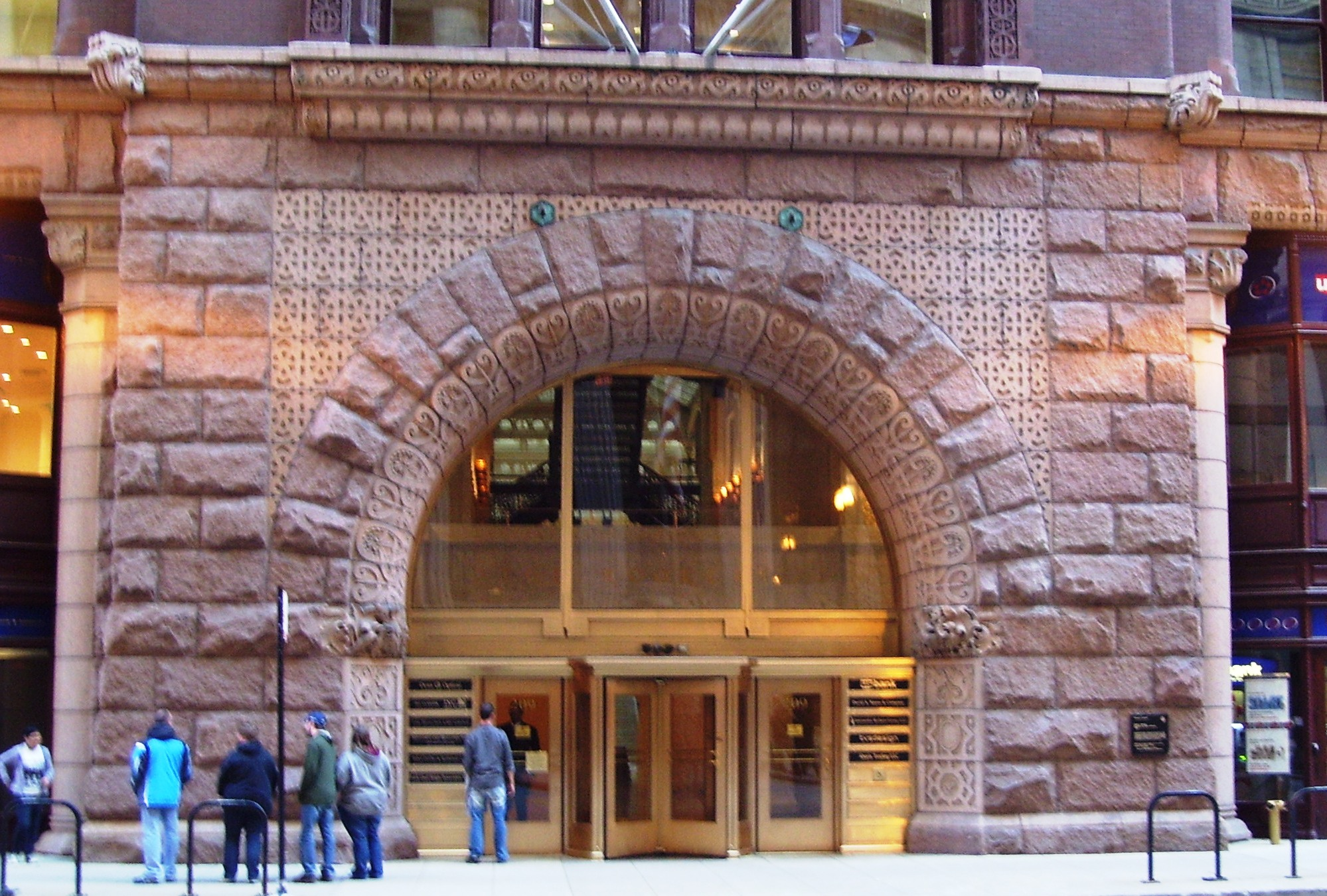
Rookery Building
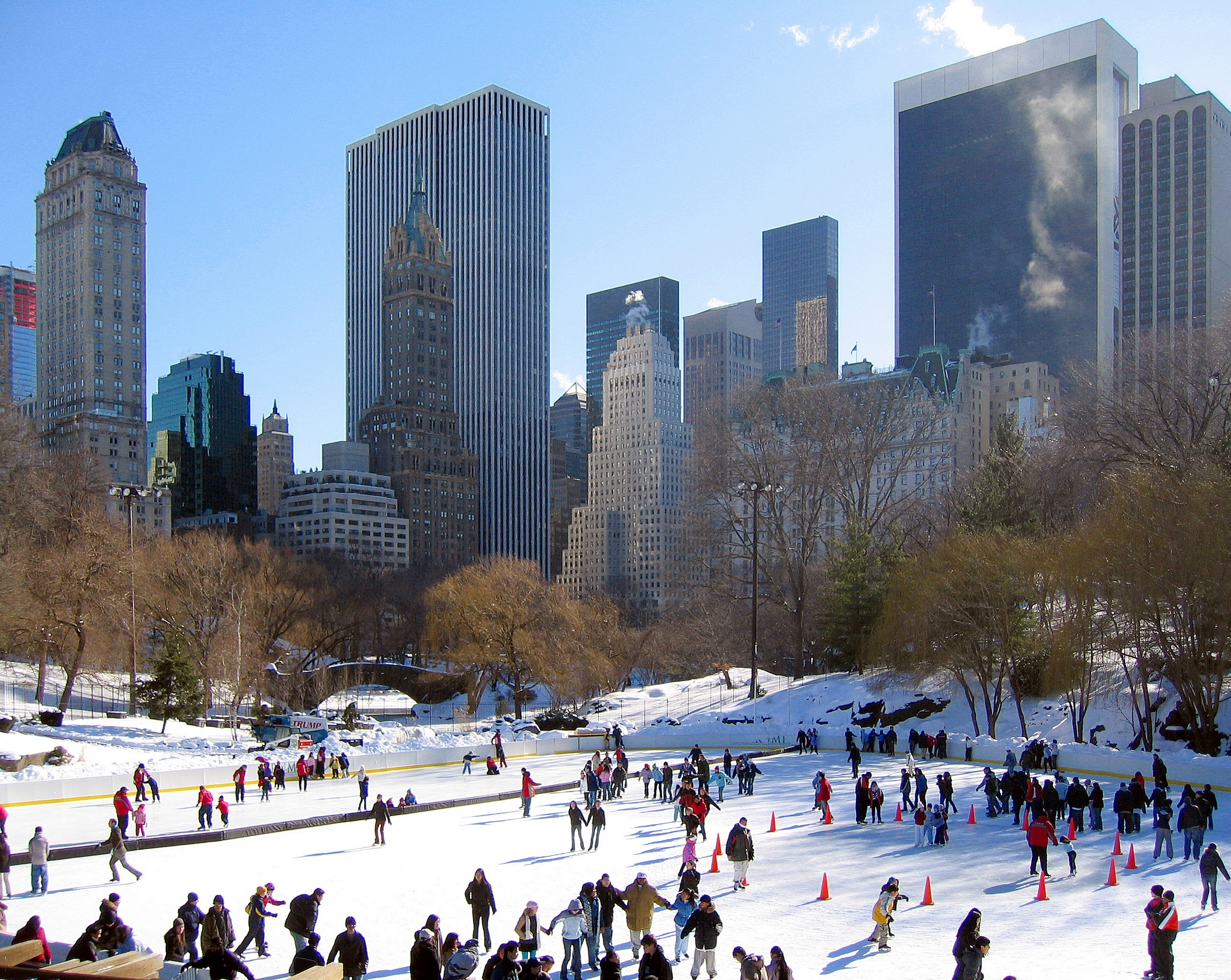
Wollman Rink, Central Park
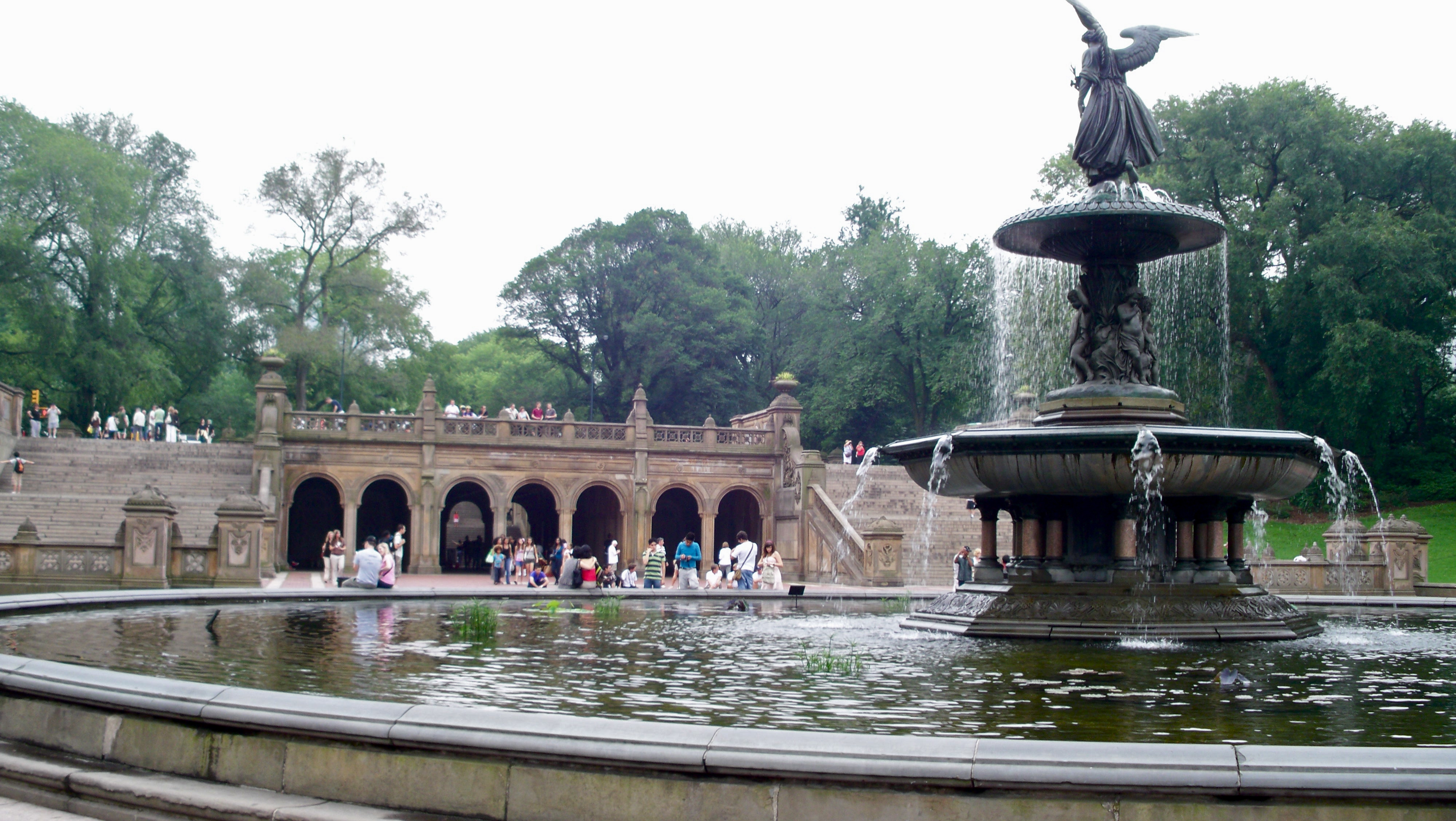
Bethseda Fountain, Central Park
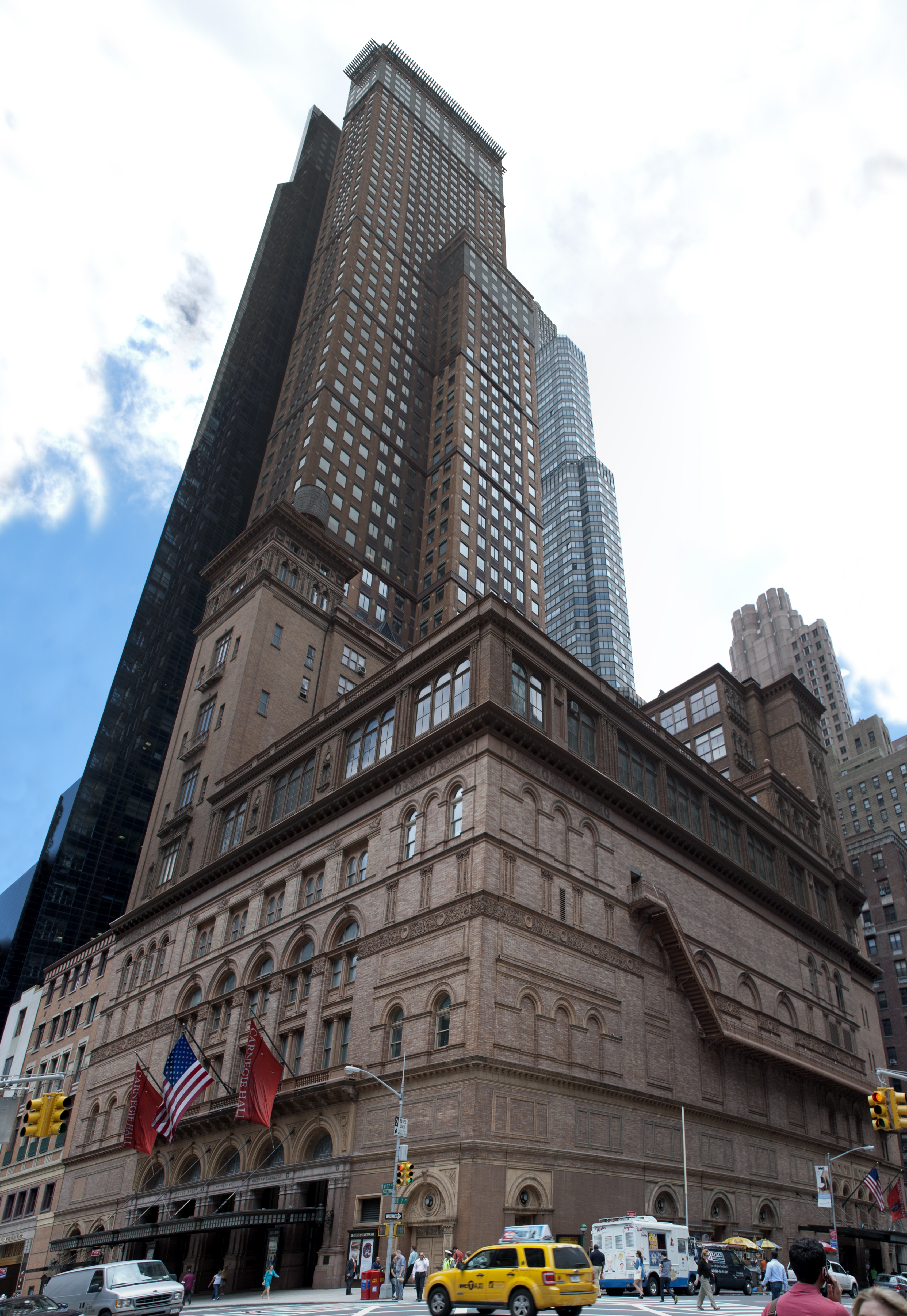
Carnegie Hall
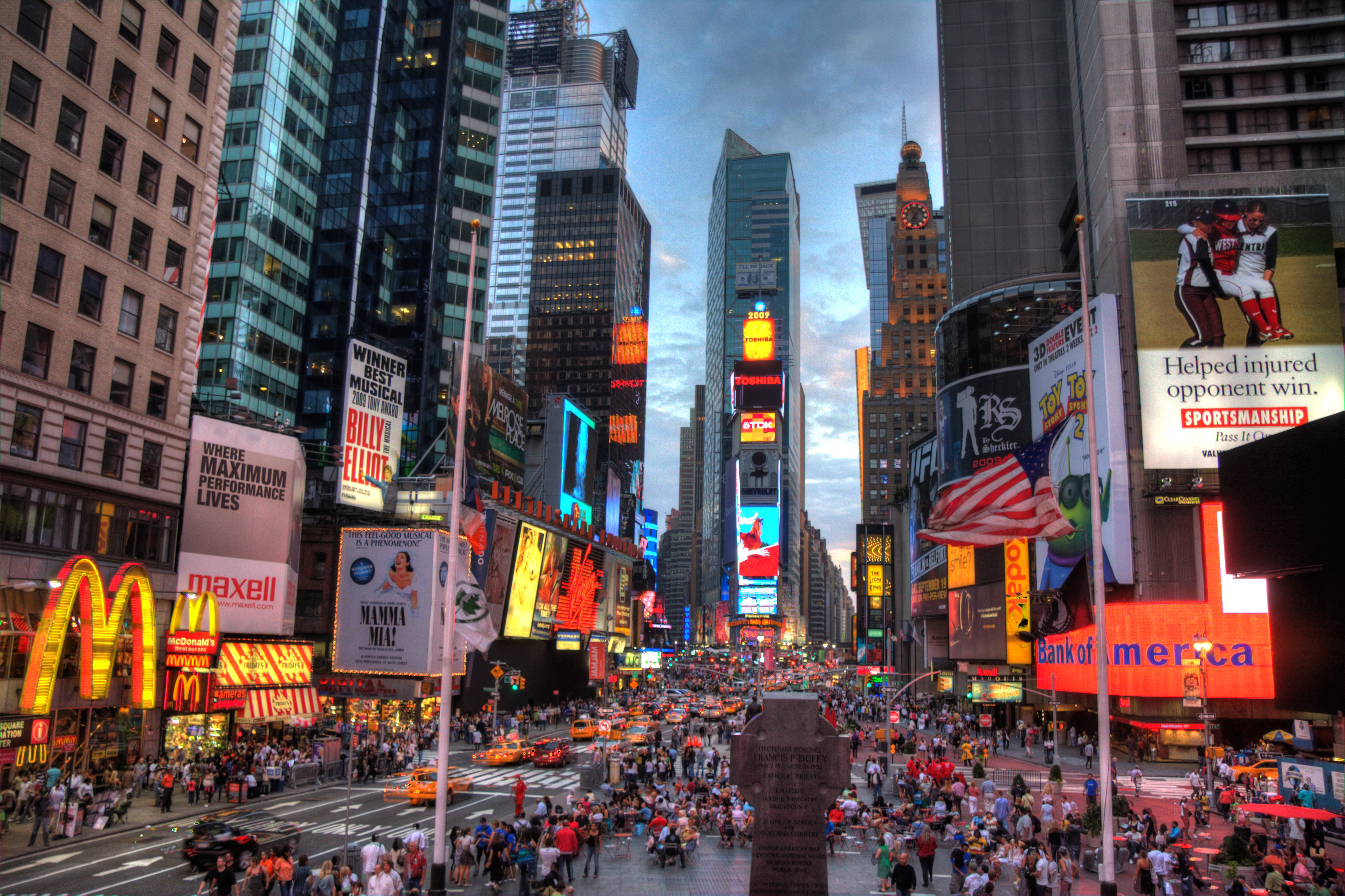
Times Square
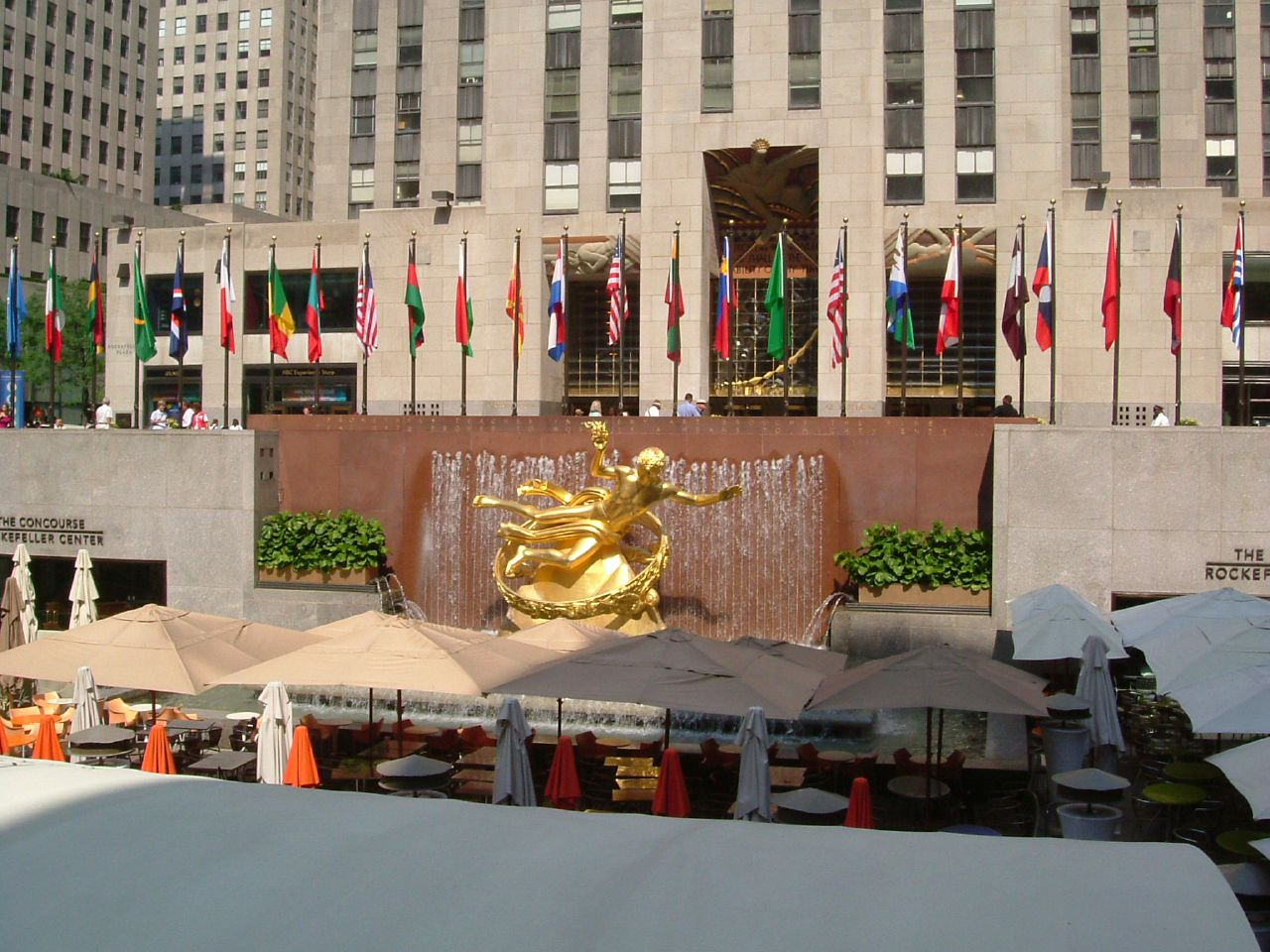
Rockefeller Center

## Premios y nominaciones
| Premios | Premios                 | Premios                                        | Premios                      | Premios                            |
| Año     | Premio                  | Categoría                                      | Nominado(s)                  | Resultado                          |
| ------- | ----------------------- | ---------------------------------------------- | ---------------------------- | ---------------------------------- |
| 1993    | American Comedy Awards  | Actor de reparto más divertido en una película | Joe Pesci                    | Nominado                           |
| 1993    | Premios BMI             | Mejor banda sonora                             | John Williams                | Ganador                            |
| 1993    | Kids Choice Awards      | Actor de película favorito                     | Macaulay Culkin              | Nominado                           |
| 1993    | Premios Young Artist    | Mejor actriz protagonista joven - Comedia      | Senta Moses                  | Nominada                           |
| 1993    | Premios People's Choice | Película de comedia favorita                   | Película de comedia favorita | Ganadora (ex aequo con Sister Act) |
| 1993    | Goldene Leinwand        | Goldene Leinwand                               | Goldene Leinwand             | Ganadora                           |

## Música
- «It's Beginning to Look a Lot Like Christmas» (Johnny Mathis)
- «It's the Most Wonderful Time of the Year» (Andy Williams)